# Champigneulles
 Champigneulles  es una población y comuna francesa, en la región de Lorena, departamento de Meurthe y Mosela, en el distrito de Nancy y cantón de Pompey.

## Demografía
| 5854 | 5484 | 5992 | 7919 | 7541 | 7172 |
| Para los censos de 1962 a 1999 la población legal corresponde a la población sin duplicidades (Fuente: INSEE [Consultar]) |      |      |      |      |      |